# 永井尚方
永井 尚方（ながい なおかた、元禄16年（1703年） - 宝暦3年9月15日（1753年10月11日））は、江戸幕府の旗本。官位は従五位下・丹羽守。初名は白増、直之とも称す。通称は伝九郎、監物。父は永井白弘、母は水谷勝阜の娘。子に永井白衆、小田切直棊室、はじめ能勢頼剛室（離縁後は市岡正繁室）、種姫に仕えた娘、富次郎。妻は永井直允の娘。

## 生涯
正徳元年（1711年）11月、数え9歳で遺跡を継ぎ、小普請となる。同年12月、初めて徳川家宣に拝謁する。享保4年（1719年）6月に寄合に列し、同年10月に書院番、享保13年（1728年）に徳川吉宗の日光社参に供奉した。享保17年（1732年）閏5月に使番となり、同年12月に布衣の着用を許される。享保20年（1735年）に火事場見廻役を兼任するも、元文4年（1739年）2月にこれを許され、同年4月に小普請組支配に配属された。
元文5年（1740年）10月29日、尚方は幕府より譴責並びに40日間出仕おとどめの命令を受ける。これは、配下の島田常政がその知行地で農民を捕らえ取り調べていたところ、それに対し、その農民の親戚筋が尚方に訴えてきた。尚方は、双方の言い分を吟味しないまま粗忽に裁断を下し、かつ適切に処理することができなかったとしてお咎めを受けた。またこの件に関して、尚方と同職にあった7名（大岡忠恒、能勢頼庸、竹中定矩、土屋正慶、阿部正甫、長谷川正誠（『徳川実紀』は正城とよめる）、北条氏庸）も譴責をうけ、40日間の拝謁おとどめとなった。
延享3年（1746年）7月に京都町奉行となり、同年10月に従五位下・丹波守を叙任した。宝暦2年（1752年）に勘定奉行となる。翌宝暦3年（1753年）死去。享年51。